# Karteolol
Karteolol je neselektivni beta blokator koji se koristi u tretmanu glaukoma.

## Literatura
- El-Kamel A, Al-Dosari H, Al-Jenoobi F (2006). „Environmentally responsive ophthalmic gel formulation of carteolol hydrochloride.”. Drug Deliv. 13 (1): 55—9. PMID 16401594. doi:10.1080/10717540500309073.
- Kuwahara K, Oizumi N, Fujisawa S, Tanito M, Ohira A (2005). „Carteolol hydrochloride protects human corneal epithelial cells from UVB-induced damage in vitro.”. Cornea. 24 (2): 213—20. PMID 15725891. doi:10.1097/01.ico.0000141232.41343.9d.
- Trinquand C, Romanet J, Nordmann J, Allaire C (2003). „[Efficacy and safety of long-acting carteolol 1% once daily. A double-masked, randomized study]”. J Fr Ophtalmol. 26 (2): 131—6. PMID 12660585.

## Spoljašnje veze
|  | Molimo Vas, obratite pažnju na važno upozorenje u vezi sa temama iz oblasti medicine (zdravlja). |